# Yarrella argenteola
Yarrella argenteola är en fiskart som först beskrevs av Garman, 1899.  Yarrella argenteola ingår i släktet Yarrella och familjen Phosichthyidae. Inga underarter finns listade i Catalogue of Life.